# Strada statale 6 dir Via Casilina
La strada statale 6 dir Via Casilina (SS 6 dir) è una strada statale italiana.

## Storia
La strada statale 6 dir venne istituita nel 1959 con i seguenti capisaldi di itinerario: "Innesto S.S. 6 presso San Pietro Infine - Vallecupa - Innesto S.S. n. 85 presso Venafro."
All'atto dell'istituzione risultava lunga 15,500 chilometri ed era gestita dal compartimento ANAS di Napoli.
Nei dati storici di questa arteria va dato ampio risalto alla costruzione del traforo dell'Annunziata Lunga, una galleria che all'atto dell'istruzione della Strada Statale non esisteva. Fu ufficialmente inaugurata il 4 maggio 1961. Lunga 910 metri, trafora lo sbarramento roccioso tra Monte Sambucaro e Colle Cannavinelle, tra i comuni di Venafro e San Pietro Infine. La galleria è posta proprio sotto il valico delle Tre Torri, originariamente punto più alto della vecchia strada di collegamento tra Molise e Campania. Con l'inaugurazione della galleria si accorció di molto la distanza di percorrenza, ma soprattutto si rese la strada molto più fluida con uno scorrimento veloce, privo di curve accentuate e tornanti. Questo nuovo collegamento fu reso maggiormente importante con l'inaugurazione del casello autostradale di San Vittore del Lazio avvenuto il 21 settembre 1962 rendendo la galleria una infrastruttura fondamentale per il collegamento del Molise con l'autostrada A1 Milano-Napoli.

## Percorso
La strada statale 6 dir ha origine dalla SS 6 presso San Pietro Infine; si dirige verso nord-est entrando in Molise e termina a Venafro nella SS 85.
La strada ha una lunghezza di 11,830 chilometri ed è interamente gestita dal Compartimento di Campobasso.